# Israels herrlandslag i volleyboll
Israels herrlandslag i volleyboll representerar Israel i volleyboll på herrsidan. Laget slutade på 19:e plats vid Europamästerskapet 1971. samt på tionde plats vid världsmästerskapet 1952.

### Fotnoter
1. ↑  Todor Krastev (21 mars 1971). ”Men Volleyball VIII European Championship 1971 Milano (ITA) - 23.09 - 01.10 Winner Soviet Union” (på engelska). Sport Statistics. Arkiverad från originalet den 26 juni 2015. https://web.archive.org/web/20150626122915/http://todor66.com/volleyball/Europe/Men_1971.html. Läst 28 juni 2015.
2. ↑  Todor Krastev (21 mars 1952). ”Men Volleyball II World Championship 1952 Moscow (URS) - 17-29.08 Dinamo Stadium” (på engelska). Sport Statistics. Arkiverad från originalet den 16 november 2015. https://web.archive.org/web/20151116061959/http://todor66.com/volleyball/World/Men_1952.html. Läst 28 juni 2015.